# Minuartia graminifolia
Minuartia graminifolia är en nejlikväxtart. Minuartia graminifolia ingår i släktet nörlar, och familjen nejlikväxter.

## Underarter
Arten delas in i följande underarter:
- M. g. brachypetala
- M. g. clandestina
- M. g. graminifolia

## Bildgalleri

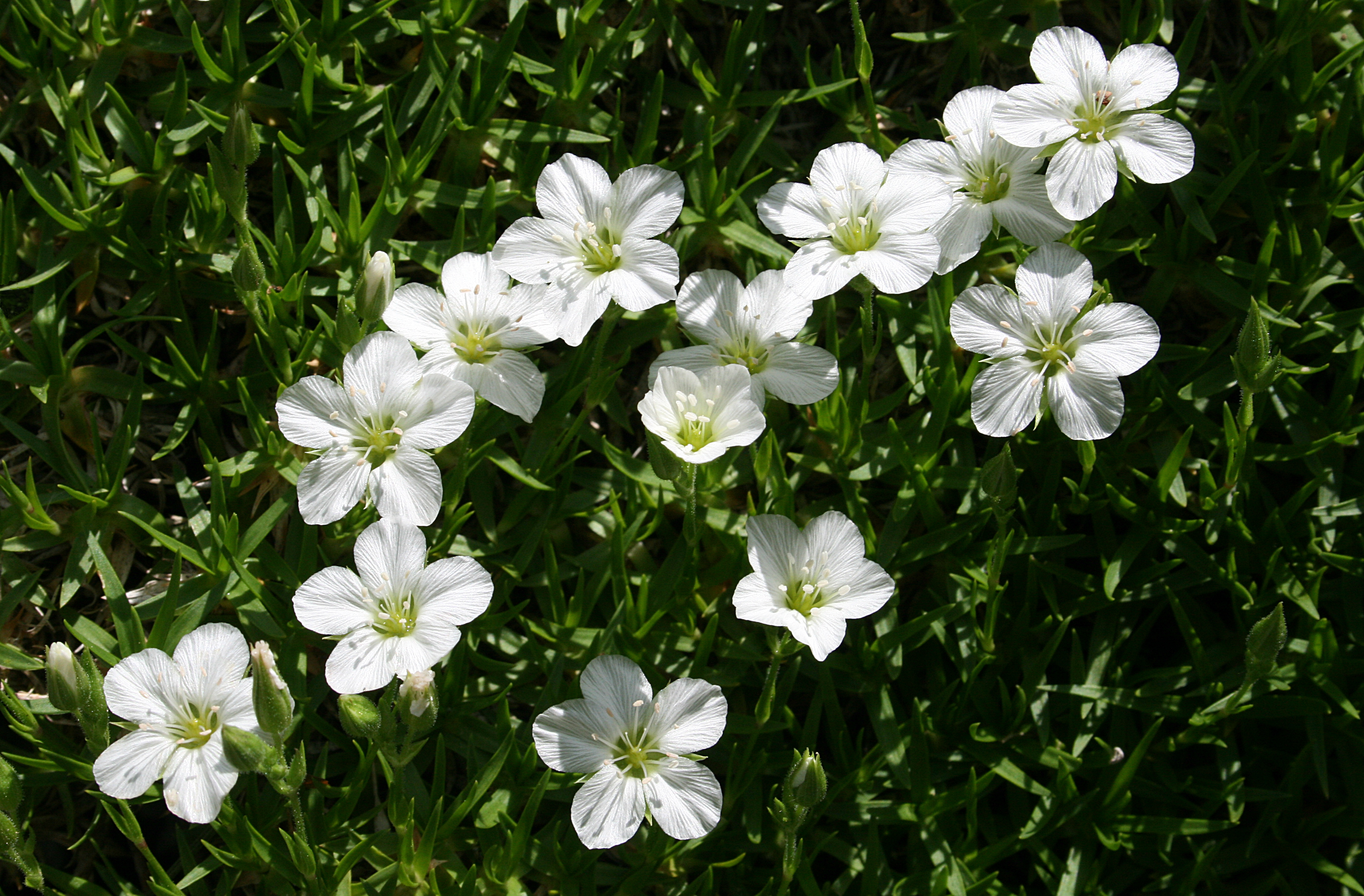